# Paulo Reis
Paulo Reis, geboren 1952, ist ein brasilianischer Schauspieler und Regisseur. 

## Leben
Außerhalb Brasiliens ist er vor allem für seine Rolle des Sir Stephen in der Serienverfilmung des französischen Romans Geschichte der O bekannt. Reis trat seit 1987 in mehr als 60 Filmen und Fernsehserien auf und führte zweimal Regie.

## Filmographie (Auswahl)

### Als Schauspieler
- 1987: Sonho de Valsa
- 1992: Die Geschichte der O
- 2023: Vai na Fé

### Als Regisseur
- 1985:Tamanho Família
- 1986: Tudo em Cima